# Оле Нафстад
Оле Нафстад (норв. Ole Nafstad, 20 лютого 1946) — норвезький академічний веслувальник.
Срібний призер Олімпійських Ігор 1976 року в складі розпашної четвірки без стернового, учасник 1972 року.
Срібний призер Чемпіонату Європи 1971 року в складі розпашної четвірки без стернового, бронзовий призер 1973 року в складі розпашної четвірки без стернового.